# 野村次郎
野村 次郎（のむら じろう）は、日本の映画キャメラマン。元カメラマンであるいのくままさおの弟子として、東映特撮作品に長く携わった。

## 作品
- 『大魔神カノン』（2010年、テレビ東京・角川書店）
- 『天装戦隊ゴセイジャー』（2010年 - 2011年、テレビ朝日・東映）※特撮ブロックのBキャメラ担当
- 『スーパー戦隊VSシリーズ劇場』（2010年、テレビ朝日・東映）
- 『絶狼-ZERO- -BLACK BLOOD-』（2014年）

| スタブアイコン | サブスタブ | この項目は、まだ閲覧者の調べものの参照としては役立たない、人物に関連した書きかけの項目です。この項目を加筆・訂正などしてくださる協力者を求めています（P:人物伝/PJ:人物伝）。 |